# Новонекрасовский (Краснодарский край)
Новонекрасовский — хутор в Приморско-Ахтарском районе Краснодарского края.
Входит в состав Новопокровского сельского поселения. Хутор известен, как место компактного проживания казаков-некрасовцев.

## География

### Улицы
- ул. Кирова,
- ул. Лиманная,
- ул. Октябрьская,
- ул. Пионерская,
- ул. Пушкина,
- ул. Садовая,
- ул. Северная,
- ул. Степная.

## Население
| 2002 | 2010 |
| ---- | ---- |
| 457  | ↘404 |